# 26. září
26. září je 269. den roku podle gregoriánského kalendáře (270. v přestupném roce). Do konce roku zbývá 96 dní.

## Události

### Česko
- 1575 – Vilém z Rožmberka získal od císaře Maxmiliána II. do dědičné držby roudnické panství.
- 1619 – Fridrich Falcký oznámil českým stavům, že přijímá nabídnutou českou korunu (korunován byl 4. listopadu 1619).
- 1917 – Zřízení filiálky Pozemkové banky v Brně.
- 1921 – V Praze byla jmenována vláda Edvarda Beneše coby v pořadí pátá vláda samostatného Československa.
- 1938 – Zákaz vydávání cestovních pasů osobám mužského pohlaví podle branného zákona.
- 1939 – Malíř Josef Čapek byl převezen z koncentračního tábora v Dachau do Buchenwaldu, kde pobyl 34 měsíců.
- 1953 – V Praze byl otevřen Letenský tunel, který spojuje Štefánikův most (tehdy pojmenovaný Švermův most) s Letenskou plání.
- 2000 – V Praze začalo 55. výroční zasedání Rady guvernérů Mezinárodního měnového fondu a skupiny Světové banky. Zúčastnilo se ho 182 ministrů a guvernérů centrálních bank a asi 1800 dalších hostů z celého světa. Jednání provázely bouřlivé protiglobalizační protesty anarchistů a řádění výtržníků.
- 2006 – Rada hlavního města Prahy vybrala vítěze tendru na výstavbu tunelového komplexu Blanka, jímž se stala společnost Metrostav. Práce měly být hotové do října 2011, kvůli pozdějším změnám projektu, problémům s financováním a se subdodavateli však byl TKB dokončen až o 5 let později.

### Svět
- 0046 př. n. l. – Julius Caesar dedikoval v Římě chrám Venuši Genetrix, aby tak naplnil slib, který dal před bitvou u Farsalu
- 0715 – Ragenfrid porazil Theudoalda v bitvě u Compiègne
- 1087 – Vilém II. je korunován králem Anglie, vládl až do roku 1100
- 1212 – Přemysl Otakar I. dostal v Basileji Zlatou bulu sicilskou od Fridricha II. Štaufského za podporu v boji o říšskou královskou korunu.
- 1396 – Sultán Bajezid I. nechal po vyhrané bitvě u Nikopole 25. září setnout hlavy stovkám poražených křižáků
- 1687 – Parthenón v Athénách byl částečně zničen poté, co ho zasáhla střela benátských jednotek, které obléhaly Athény držené osmanskými Turky.
- 1771 – Divadelní hra Denise Diderota Nemanželský syn neboli Zkoušky ctnosti měla premiéru v Paříži.
- 1810 – Peugeot, kořeny 1. automobilové firmy ve Francii
- 1815 – Svatá aliance, spojenectví evropských velmocí Rakouska, Ruska a Pruska byla podepsaná v Paříži. Později se připojila Francie a další evropské státy.
- 1835 – Premiéra Donizettiho opery Lucie z Lammermooru v Neapoli. Libreto napsal Salvatore Cammarano volně podle historického románu Nevěsta z Lammermooru od Waltra Scotta.
- 1870 – František Josef I. vydal císařský reskript, v němž slíbil prozkoumat všechny české stížnosti, potvrdil však platnost a závaznost rakouské ústavy i pro Země koruny české.
- 1905 – Albert Einstein vydal třetí pokračování svých článků, kde představil speciální teorii relativity
- 1907 – Čtyři měsíce po Imperiální konferenci byly Nový Zéland a Newfoundland povýšeny z kolonií na dominia britského společenství národů
- 1915 – Velký protiútok Spojenců - Francouzů na západní frontě proti Němcům v bitvě u Verdunu, aby ulevili slábnoucím Rusům
- 1929 – V čele rakouské vlády stanul nový kancléř – Johann Schober
- 1954 – Japonský dopravní trajekt Tója Maru se potopil kvůli tajfunu v Cugarském průlivu, zemřelo 1 172 cestujících.
- 1960 – Uskutečnila se vůbec první televizní debata kandidátů na úřad prezidenta Spojených států mezi J.F. Kennedym a R. Nixonem v Chicagu.
- 1973 – Nadzvukový letoun Concorde uskutečnil první let přes Atlantský oceán v rekordním čase.
- 1980 – Při bombovém útoku na německém Oktoberfestu zemřelo 13 lidí a 211 bylo zraněno.
- 1983 – při poruše sovětského systému včasné výstrahy před jadernými útoky (Oko) stál svět na prahu jaderné války. Předešlo jí správné rozhodnutí sovětského podplukovníka Stanislava Petrova, který rozpoznal, že se jedná o falešný poplach alarmu oznamujícího odpal amerických jaderných raket.
- 1984 – Spojené království Velké Británie a Severního Irska souhlasilo s předáním Hongkongu Číně.
- 2007 – Šinzó Abe odešel z postu japonského předsedy vlády.
- 2017 – Byla vydána hra Fortnite Battle Royale
- 2022 – Sonda DART narazila do měsíčku binární planetky Didymos, čímž dokázala změnit její dráhu.

## Narození

### Česko

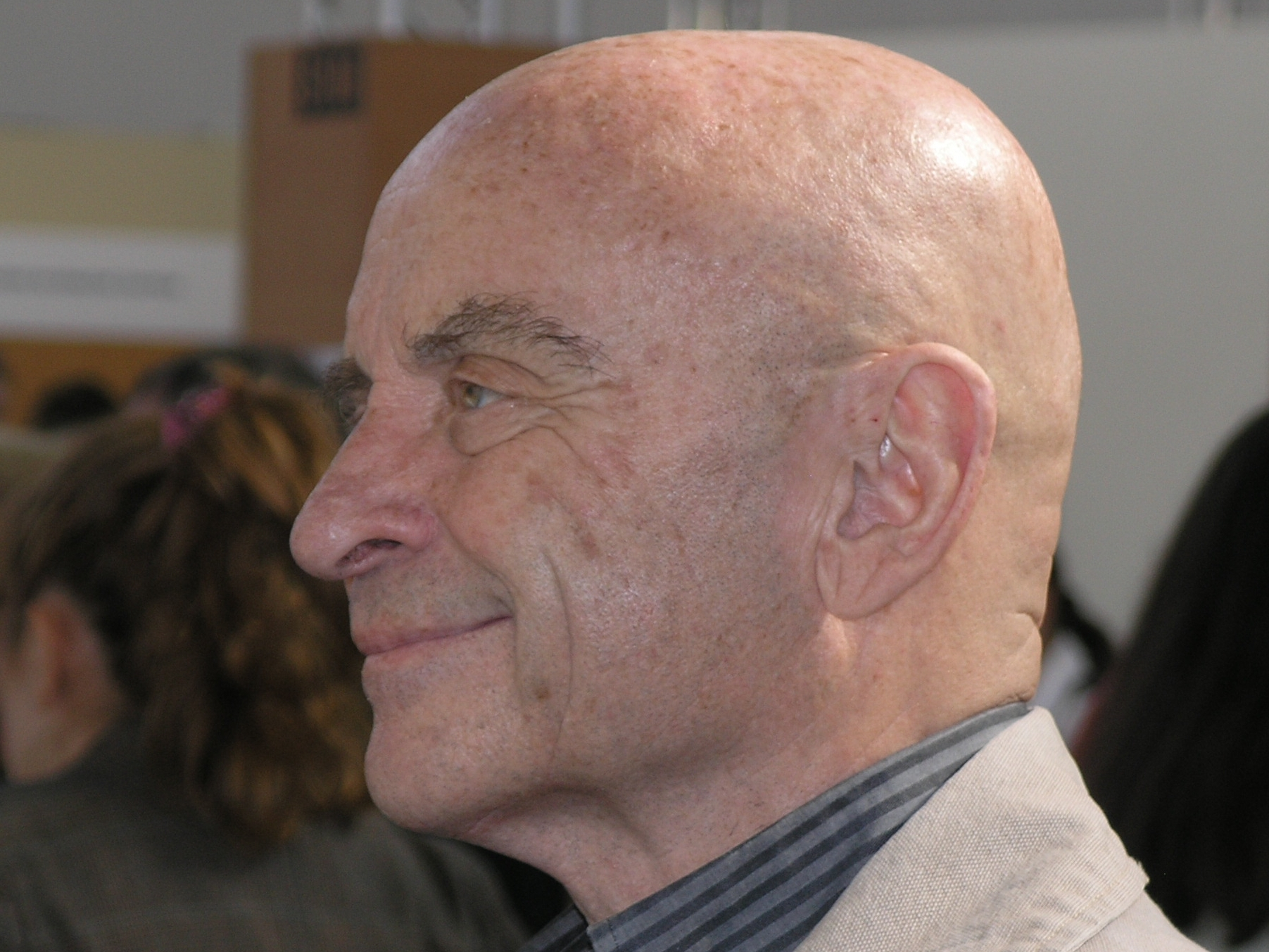
Bořivoj Navrátil (* 1933)

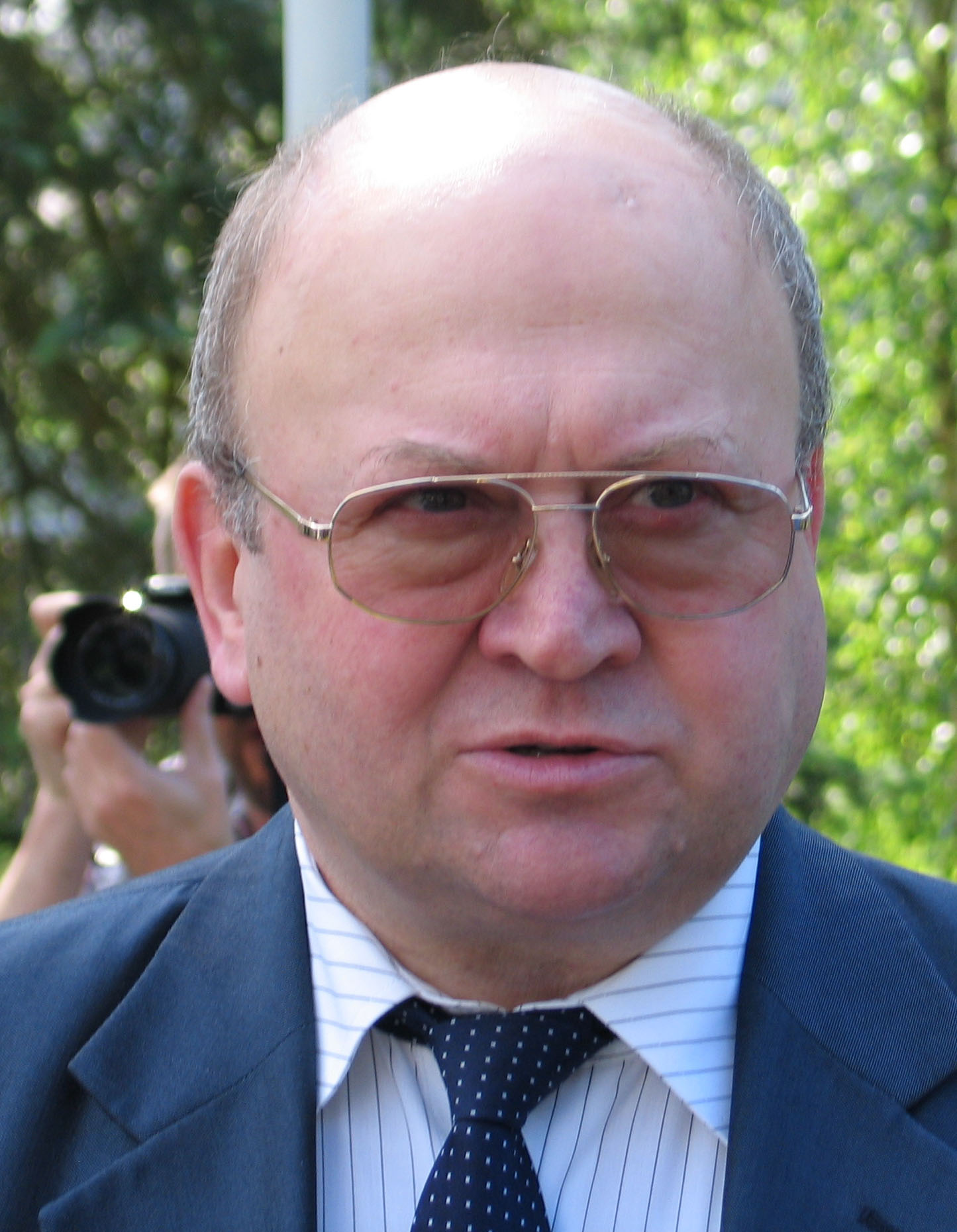
Vladimír Remek (* 1948)

- 1810 – Eduard Claudi, český politik německé národnosti († 27. září 1884)
- 1839 – Jan Černý, poslanec Českého zemského sněmu († 7. března 1893)
- 1847 – Václav Šnajdr, česko-americký básník a novinář († 4. září 1920)
- 1848 – Václav Robert z Kounic, český politik († 14. října 1913)
- 1872 – Otakar Černín, český šlechtic, diplomat a politik († 4. dubna 1932)
- 1881
  - Václav Barták, československý politik († ?)
  - Martin Valachovič, československý politik slovenské národnosti († 7. března 1950)
- 1888 – Josef Dobiáš, český historik a klasický filolog († 20. ledna 1972)
- 1890 – Vladimír Slavínský, český herec, básník, scenárista a filmový režisér († 16. srpna 1949)
- 1892 – Václav Nosek, komunistický politik, ministr vnitra († 22. července 1955)
- 1896 – Svatopluk Klír, český malíř († 28. prosince 1959)
- 1897 – Theodor Kilian, esperantista († 3. července 1976)
- 1902 – Josef Vietze, sudetoněmecký grafik a malíř († 24. října 1988)
- 1905 – Georg Placzek, fyzik († 9. října 1955)
- 1911 – Marie Eliška Pretschnerová, česká řeholnice († 4. května 1993)
- 1924 – Miloslav Masopust, brigádní generál, válečný veterán
- 1925
  - Vladimír Brehovszký, český malíř, ilustrátor a grafik († 28. ledna 1976)
  - Vladimír Poláček, katolický teolog, právník, kněz a vysokoškolský učitel († 2. května 2009)
- 1927 – Josef Pacák, profesor organické chemie († 2. června 2010)
- 1928 – Břetislav Dolejší, československý fotbalový reprezentant († 28. října 2010)
- 1933 – Bořivoj Navrátil, herec († 31. října 2011)
- 1935 – Zdeněk Srstka, český sportovec vzpěrač, herec, kaskadér a moderátor († 29. července 2019)
- 1948 – Vladimír Remek, československý kosmonaut
- 1949
  - Bohuslav Matoušek, český houslista a violista
  - Hana Mašková, československá krasobruslařka († 31. března 1972)
- 1954 – Václav Křístek, filmový režisér, scenárista, textař a spisovatel
- 1959 – Martina Špinková, česká ilustrátorka
- 1961 – Michal Coubal, horolezec
- 1967 – David Beran, podnikatel
- 1972 – Martin Veselovský, redaktor a moderátor
- 1980 – Nelly Kudrová, sportovní lezkyně a bouldristka
- 1986 – Pavla Poznarová, házenkářka
- 1994 – Ondřej Perušič, plážový volejbalista

### Svět

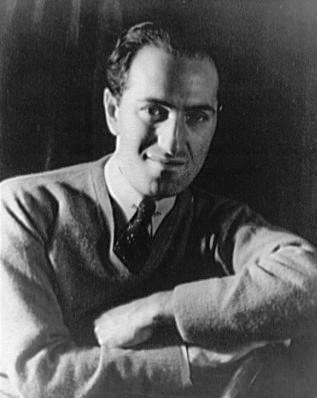
George Gershwin (* 1898)

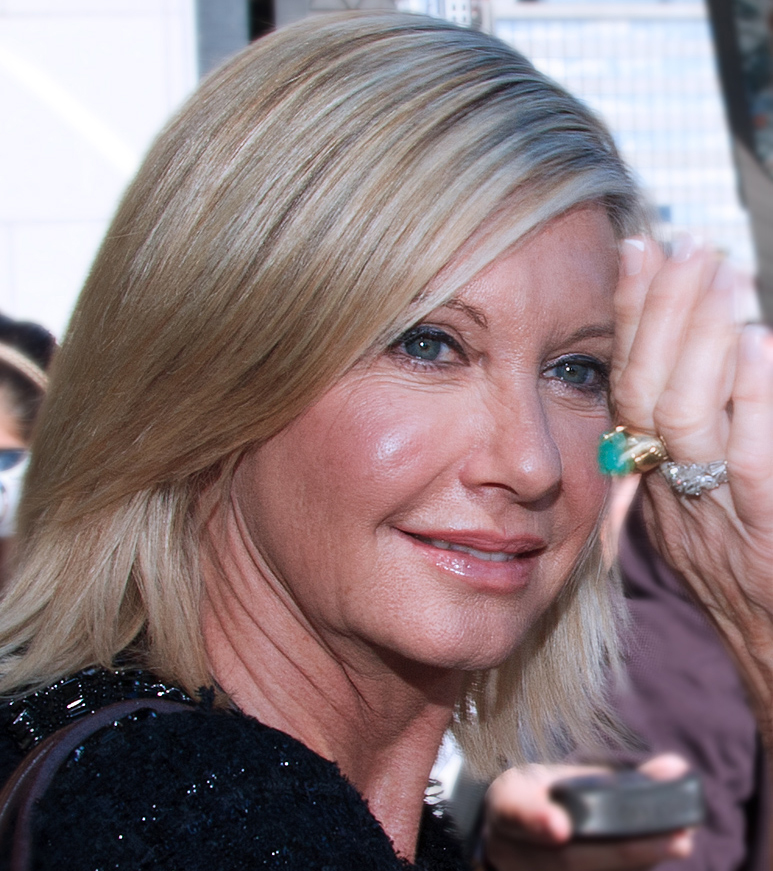
Olivia Newton-Johnová (* 1948)

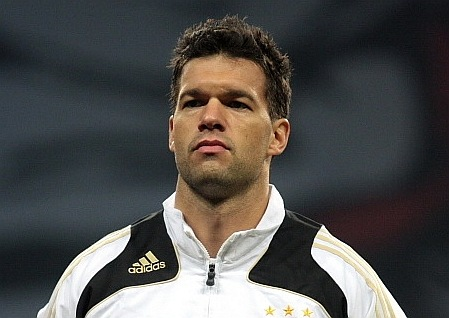
Michael Ballack (* 1976)

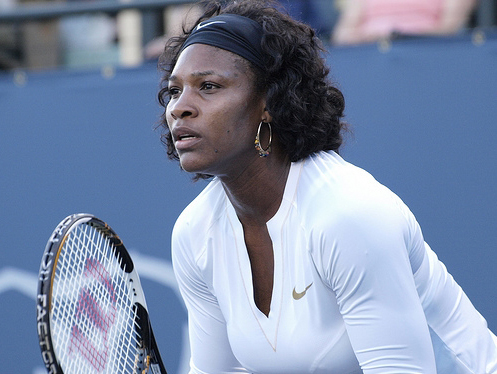
Serena Williamsová (* 1981)

- 1329 – Anna Falcká, česká královna jako manželka Karla IV. († 2. února 1353)
- 1698 – William Cavendish, 3. vévoda z Devonshiru, britský státník a šlechtic († 5. prosince 1755)
- 1754 – Joseph Louis Proust, francouzský chemik († 5. července 1826)
- 1761 – Michael Francis Egan, filadelfský biskup († 22. července 1814)
- 1774 – Jonathan Chapman, misionář Církve Nového Jeruzaléma († 18. března 1845)
- 1791 – Théodore Géricault, francouzský malíř, představitel romantismu († 26. ledna 1824)
- 1810 – August von Fligely, rakouský důstojník a kartograf († 12. dubna 1879)
- 1818 – Alexander Julius Schindler, rakouský spisovatel a politik († 16. března 1885)
- 1824 – Conrad Dietrich Magirus, německý podnikatel a vynálezce († 26. června 1895)
- 1842 – Edward Saxton Payson, americký spisovatel († 22. září 1947)
- 1849 – Ivan Petrovič Pavlov, ruský fyziolog, psycholog a lékař, nositel Nobelovy ceny v roce 1904 († 27. února 1936)
- 1855 – Leo Deutsch, ruský revolucionář († 5. srpna 1941)
- 1867 – Józef Leśniewski, polský generál a ministr obrany († 3. října 1921)
- 1870 – Kristián X., dánský a islandský král († 20. dubna 1947)
- 1874 – Lewis Hine, americký fotograf († 3. listopadu 1940)
- 1877 – Alfred Cortot, francouzsko-švýcarský klavírista a dirigent († 15. června 1962)
- 1879 – Tadeusz Michejda, polský lékař a politik († 18. května 1956)
- 1884 – Forrest Smithson, americký olympijský vítěz v běhu na 110 metrů překážek († 24. listopadu 1962)
- 1886
  - Archibald Hill, anglický fyziolog, Nobelova cena 1922 († 3. června 1977)
  - Ran Bosilek, bulharský básník, překladatel a spisovatel († 8. října 1958)
- 1887 – Barnes Wallis, britský vědec a vynálezce († 30. října 1979)
- 1888 – Thomas Stearns Eliot, anglický básník († 4. ledna 1965)
- 1889 – Martin Heidegger, německý filozof († 26. května 1976)
- 1890 – Baba Sali, marocký sefardský rabín a kabalista († 8. ledna 1984)
- 1895 – Jürgen Stroop, generálporučík Waffen-SS (popraven † 6. března 1952)
- 1897 – Pavel VI., papež v letech 1963–1978 († 6. srpna 1978)
- 1898
  - George Gershwin, americký hudební skladatel († 11. července 1937)
  - Leonard Read, americký ekonom († 14. května 1983)
  - Karina Bell, dánská herečka. († 5. června 1979)
- 1902 – Olena Mondičová, československá sochařka rusínské národnosti († 12. března 1975)
- 1904 – Michael Avi-Jona, izraelský archeolog († 26. března 1974)
- 1915
  - Joe Fry, britský konstruktér superrychlých vozů († 29. července 1950)
  - Gide'on Hausner, izraelský generální prokurátor († 15. listopadu 1990)
  - Frank Brimsek, americký hokejista († 11. listopadu 1998)
- 1919 – Matilde Camus, španělská básnířka († 28. dubna 2012)
- 1927 – Enzo Bearzot, italský fotbalista a trenér († 21. prosince 2010)
- 1929 – Ferdinand Milučký, slovenský architekt († 26. července 2019)
- 1930
  - Joe Brown, britský horolezec († 15. dubna 2020)
  - Michele Giordano, arcibiskup Neapole, kardinál († 2. prosince 2010)
- 1931 – Marína Čeretková-Gállová, slovenská spisovatelka († 22. října 2017)
- 1932
  - Manmóhan Singh, premiér Indické republiky († 26. prosince 2024)
  - Vladimir Vojnovič, ruský spisovatel († 27. července 2018)
- 1934 – Suzi Gabliková, americká historička umění a výtvarnice († 7. května 2022)
- 1940
  - Gary Bartz, americký jazzový saxofonista
  - Vladimir Savon – ukrajinský šachista († 1. června 2005)
- 1941
  - Salvatore Accardo, italský houslista
  - Franc Horvat, slovinský ekonom a politik († 1. srpna 2020)
- 1942
  - Ingrid Beckerová, německá pětibojařka
  - Yoshihiro Sakata, japonský ragbista
- 1944
  - András Adorján, německý flétnista
  - Jean-Pierre Ricard, francouzský kardinál
  - Peter Turrini, rakouský dramatik
- 1945
  - Bryan Ferry, anglický hudebník
  - Ariel Zeitoun, francouzský režisér, scenárista
- 1946 – Mary Beth Hurt, americká herečka
- 1947 – Lynn Anderson, americká zpěvačka († 30. července 2015)
- 1948
  - Olivia Newton-Johnová, australská zpěvačka a herečka († 8. srpna 2022)
  - Maurizio Gucci, italský podnikatel a vnuk zakladatele značky Gucci († 27. března 1995)
- 1949 – Walter Hofmann, německý vodní slalomář, olympijský vítěz
- 1952 – Mark Dresser, americký kontrabasista a hudební skladatel
- 1954 – Alice Visconti, vlastním jménem Carla Bissi, italská zpěvačka, textařka a pianistka
- 1956 – Linda Hamilton, americká herečka (Terminátor)
- 1958 – Robert Kagan, americký historik a odborník na mezinárodní vztahy
- 1960 – Adriana Krnáčová, primátorka hlavního města Prahy
- 1962 – Jonas Bergkvist, švédský hokejista
- 1965 – Petro Porošenko, ukrajinský prezident
- 1966 – Natja Brunckhorst, německá herečka
- 1968
  - James Caviezel, americký herec
  - Miloš Glonek, slovenský fotbalista
- 1976 – Michael Ballack, německý fotbalista
- 1979 – Chris Kunitz, kanadský hokejista
- 1980
  - Daniel Sedin, švédsky hokejista
  - Henrik Sedin, švédsky hokejista
  - Patrick Friesacher, rakouský automobilový závodník
- 1981 – Serena Williamsová, americká tenistka
- 1983 – Ricardo Quaresma, portugalský fotbalista
- 1985 – Talulah Rileyová, anglická herečka, scenáristka a režisérka
- 1988
  - James Blake, britský hudebník a hudební producent
  - Kiira Korpiová, finská krasobruslařka
- 1989 – Ciaran Clark, irský fotbalista
- 1999 – Santiago Buitrago, kolumbijský silniční cyklista
- 2000
  - Hugo Gaston, francouzský tenista
  - Mattias Skjelmose Jensen, dánský silniční cyklista
- 2001 – Wang Sin-jü, čínská tenistka

## Úmrtí

### Česko

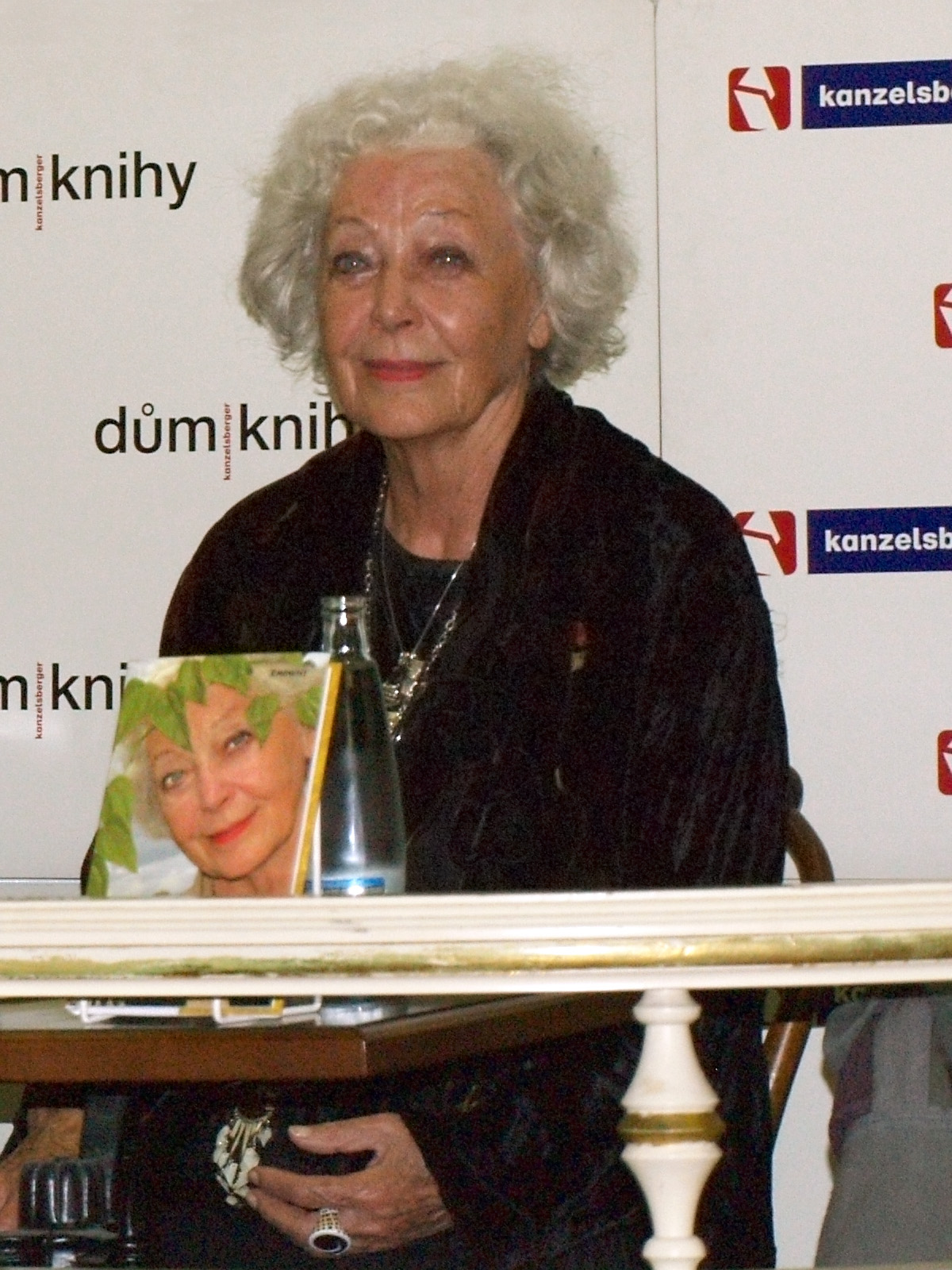
Květa Fialová († 2017)

- 1425 – Žofie Bavorská, česká a římská královna jako manželka Václava IV. (* 1376)
- 1808 – Pavel Vranický, hudební skladatel (* 30. prosince 1756)
- 1892 – Velebín Urbánek, hudební nakladatel (* 28. července 1853)
- 1900 – Eduard Albert, chirurg, univerzitní profesor, popularizátor poezie, překladatel a básník (* 20. ledna 1841)
- 1903 – Antonín Procházka, český sochař (* 24. června 1849)
- 1939 – Kamil Nagy, nejvyšší představitel Českobratrské církve evangelické (* 24. června 1873)
- 1945 – Alois Mezera, architekt (* 20. června 1889)
- 1946 – Alfons Breska, básník (* 13. července 1873)
- 1957 – Vojtěch Zapletal, kněz a hudební skladatel (* 8. června 1877)
- 1958 – Zdenka Baldová, herečka (* 20. února 1885)
- 1962 – Fráňa Zemínová, politička (* 15. července 1882)
- 1982 – Josef Maleček, československý lední hokejista (* 18. června 1903)
- 1983 – Jiří Malásek, český klavírista a hudební skladatel (* 7. srpna 1927)
- 1987 – Marie Brožová, filmová a divadelní herečka (* 14. září 1901)
- 1995 – Miroslav Hanuš, spisovatel (* 15. května 1907)
- 1996 – Jozef Marko, československý fotbalový reprezentant (* 25. května 1923)
- 2000 – Jaroslav Cháňa, fotbalista (* 19. prosince 1899)
- 2005 – František Procházka, botanik (* 30. března 1939)
- 2006 – Jaroslav Fryčer, český romanista, literární kritik a teoretik (* 13. června 1932)
- 2011 – Jan Fišer, divadelní režisér (* 19. července 1921)
- 2016 – Karel Růžička, český klavírista, jazzový hudebník, hudební skladatel a pedagog (* 2. června 1940)
- 2017 – Květa Fialová, česká herečka (* 1. září 1929)
- 2018 – Pavel Toufar, spisovatel, novinář a propagátor kosmonautiky (* 13. července 1948)

### Svět
- 1345

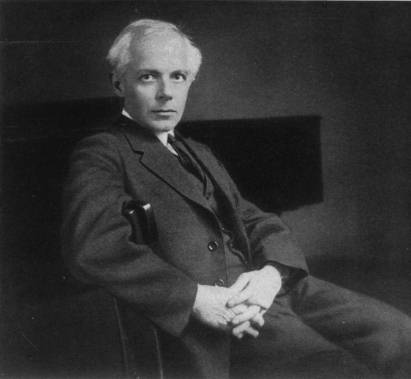
Béla Bartók († 1945)

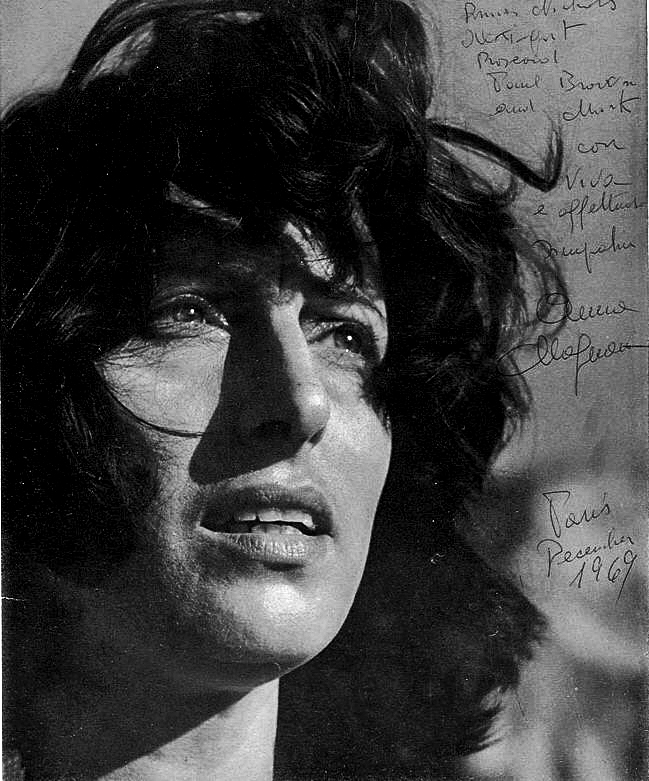
Anna Magnani († 1973)

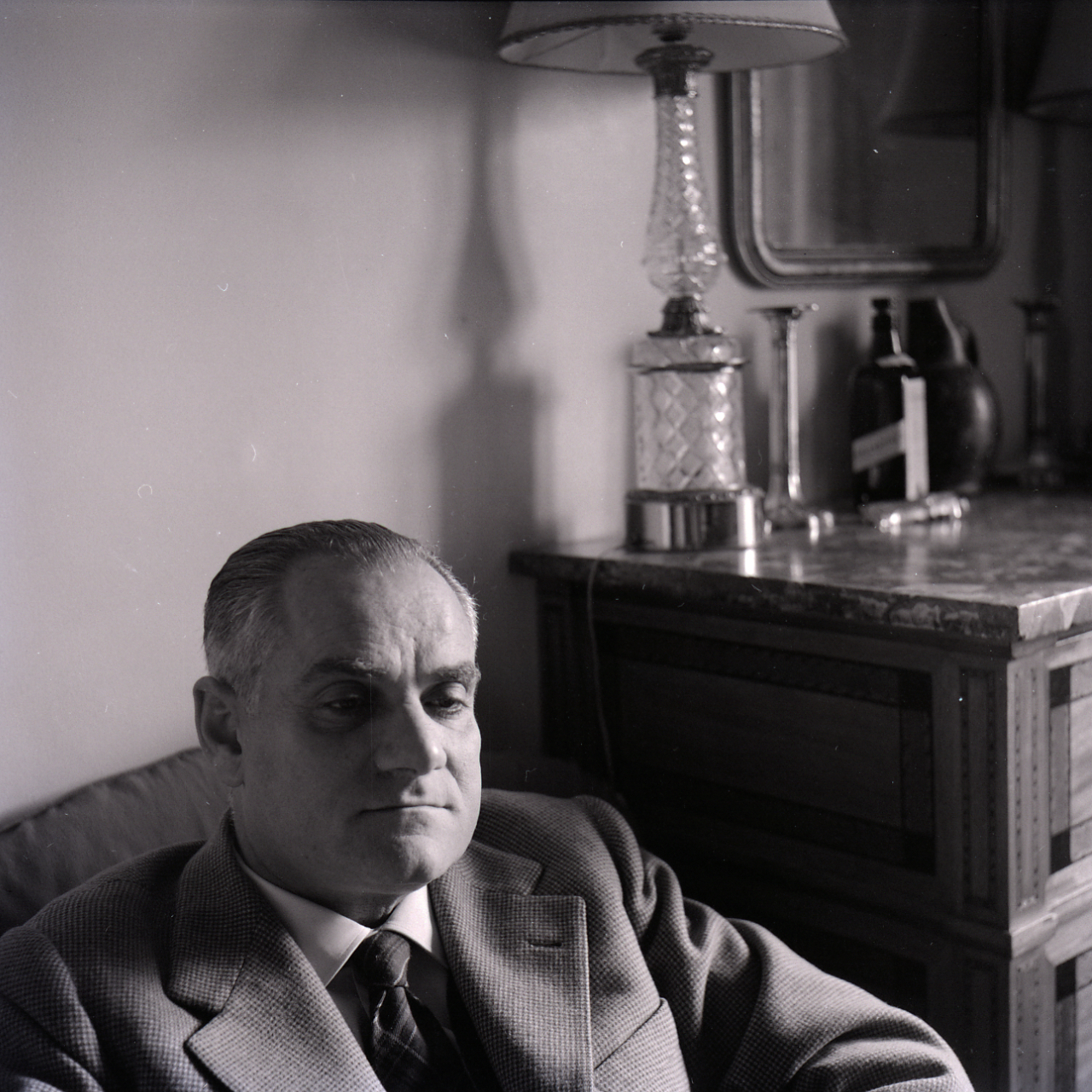
Alberto Moravia († 1990)

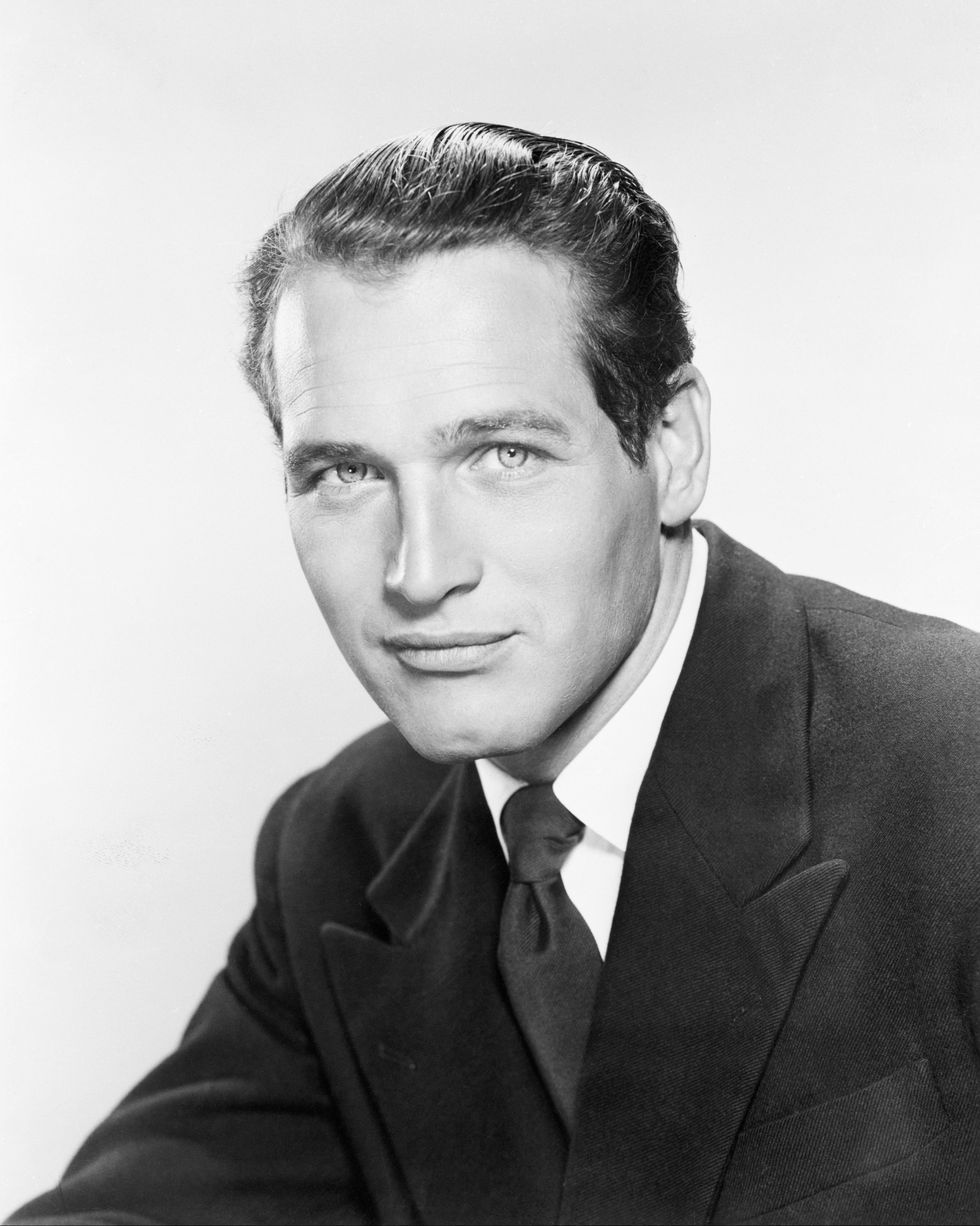
Paul Newman († 2008)

  - Vilém II. Henegavský, hrabě henegavský, holandský a zeelandský (* 1307)
  - Jan z Montfortu, hrabě z Montfort-l'Amaury a Richmondu, vévoda bretaňský (* cca 1295)
- 1620 – Tchaj-čchang, čínský císař (* 28. srpna 1582)
- 1638 – Joachim Mencelius, evangelický kazatel (* 28. prosince 1586)
- 1736 – Luisa Diana Orleánská, francouzská princezna z Conti (* 27. června 1716)
- 1788 – Rajmund Volfgang Manner, rakouský šlechtic, velkostatkář na Moravě (* 14. ledna 1723)
- 1802 – Jurij Vega, slovinsko-rakouský generál, matematik a fyzik (* 23. března 1754)
- 1866 – Carl Jonas Love Almqvist, švédský básník, skladatel a cestovatel (* 28. listopadu 1793)
- 1868 – August Ferdinand Möbius, německý matematik (* 17. listopadu 1790)
- 1877 – Hermann Grassmann, německý matematik a fyzik (* 15. dubna 1809)
- 1914 – August Macke, německý malíř (* 3. ledna 1887)
- 1902 – Levi Strauss, vynálezce a výrobce džínsů (* 26. února 1829)
- 1912 – Charles Voisin, francouzský průkopník letectví (* 12. července 1882)
- 1914 – Alain-Fournier, francouzský spisovatel, básník a esejista (* 3. října 1886)
- 1933 – William Kennedy-Cochran-Patrick, skotský pilot (*  25. května 1896)
- 1937 – Bessie Smith, americká bluesová zpěvačka (* 15. dubna 1894)
- 1939 – Ottó Bláthy, maďarský elektrotechnik a vynálezce (* 11. srpna 1860)
- 1940
  - Walter Benjamin, německý literární kritik, filosof a překladatel (* 15. července 1892)
  - Michail Koškin, sovětský tankový konstruktér (* 3. prosince 1898)
- 1945 – Béla Bartók, madarský skladatel (* 25. března 1881)
- 1952 – George Santayana, americký filosof (* 16. prosince 1863)
- 1953 – Sü Pej-chung, čínský malíř (* 19. července 1895)
- 1956 – Lucien Febvre, francouzský historik (* 22. července 1878)
- 1957 – Alexej Michajlovič Remizov, ruský spisovatel a kaligraf (* 6. července 1877)
- 1958 – Kazimierz Nitsch, polský slavista (* 2. února 1874)
- 1962 – Dušan Simović, jugoslávský generál a exilový premiér (* 28. října 1884)
- 1966 – Giuseppe Lombrassa, italský fašistický politik (* 20. června 1906)
- 1973 – Anna Magnani, italská herečka (* 7. března 1908)
- 1975 – Jacob Paludan, dánský spisovatel (* 7. února 1896)
- 1976
  - Pál Turán, maďarský matematik (* 18. srpna 1910)
  - Leopold Ružička, chorvatský chemik (* 13. září 1887)
- 1978 – Karl Manne Georg Siegbahn, švédský fyzik, Nobelova cena za fyziku 1924 (* 3. prosince 1886)
- 1980 – Anna Bowes-Lyon, sestřenice britské královny Alžběty II. (* 4. prosince 1917)
- 1981 – Roy Cochran, americký sprinter, dvojnásobný olympijský vítěz (* 26. ledna 1919)
- 1982 – Georgij Semjonovič Abašvili, sovětský námořní velitel (* 8. ledna 1910)
- 1983 – Tino Rossi, francouzský zpěvák a herec (* 29. dubna 1907)
- 1984 – Shelly Manne, americký bubeník, hudební skladatel a kapelník (* 11. června 1920)
- 1987
  - Herbert Tichy, rakouský spisovatel, geolog, novinář a horolezec (* 1. června 1912)
  - Ethel Catherwoodová, kanadská olympijská vítězka ve skoku do výšky 1928 (* 28. dubna 1908)
- 1990 – Alberto Moravia, italský spisovatel (* 28. listopadu 1907)
- 1991 – Georgij Mokejevič Markov, ruský sovětský spisovatel (* 19. dubna 1911)
- 1993 – Nina Berberová, ruská spisovatelka (* 8. srpna 1901)
- 1996
  - Geoffrey Wilkinson, anglický chemik, Nobelova cena za chemii 1973 (* 14. července 1921)
  - Pavel Sudoplatov, sovětský generál a špion (* 20. července 1907)
- 1998 – Frederick Reines, americký fyzik, Nobelova cena za fyziku 1995 (* 16. března 1918)
- 2002 – Zerach Warhaftig, izraelský politik (* 2. února 1906)
- 2003 – Robert Palmer, britský zpěvák (* 19. ledna 1949)
- 2008 – Paul Newman, americký herec (* 26. ledna 1925)
- 2010 – Gloria Stuartová, americká herečka (* 4. června 1910)
- 2011 – Harry Muskee, nizozemský zpěvák (* 10. června 1941)
- 2013 – Mario Montez, portorický herec (* 20. července 1935)
- 2019
  - Gennadij Manakov, sovětský vojenský letec a kosmonaut (* 1. června 1950)
  - Jacques Chirac, francouzský prezident (* 29. listopadu 1932)
- 2020
  - John David Barrow, britský kosmolog, teoretický fyzik a matematik (* 29. listopadu 1952)
  - Jacques Beurlet, belgický fotbalista (* 21. prosince 1944)
- 2021 – Alan Charles Lancaster, baskytarista, zakládající člen rockové skupiny Status Quo (* 7. února 1949)

## Svátky

### Česko
- Andrea
- Budivoj
- Cyprián
- Kim
- Damián
- Justýna
- Ondřejka

### Svět
- Evropský den jazyků
- Mezinárodní den kulturního dialogu
- Petrovův den
- Mezinárodní den za úplné odstranění jaderných zbraní
- Světový den antikoncepce
- Nový Zéland: Dominion Day
- Srí Lanka: Bandaranaike Day
- Jemen: Den revoluce
- Kambodža: Obřad mrtvých

## Pranostiky

### Česko
- Na svatého Cypriána chladno bývá často zrána.

| 26. září v pražském KlementinuÚdaje jsou platné k 11. 3. 2025. | 26. září v pražském KlementinuÚdaje jsou platné k 11. 3. 2025. | 26. září v pražském KlementinuÚdaje jsou platné k 11. 3. 2025. |
| minimum                                                        | denní průměr                                                   | maximum                                                        |
| -------------------------------------------------------------- | -------------------------------------------------------------- | -------------------------------------------------------------- |
| 1,5 °C (1881)                                                  | 13,5 °C (od 1961)                                              | 27,2 °C (1947)                                                 |